# ميزلانتكيرينج
|  |
|  |
|  |
|  |

ميزلانتكيرينج هو حاجز اندفاعات العواصف على الخط الفاصل بين الممر المائي نيوافاترفيخ الذي يقع في مدينة هوك فان هولاند ونهر سخيور تقع على طول مدن ماسلاوس وفلاردينجن حتى التقاء نهري آوده ماس ونيوا ماس، بهولندا، والذي يغلق تلقائياً عند الحاجة. وهو جزء من أعمال الدلتا، وهو واحد من أكبر الهياكل المتحركة على الأرض، منافساً تلسكوب جرين بنك بالولايات المتحدة الأمريكية وباجر 288 الحفار الألماني.

## في الثقافة الشعبية
- ورد ذكره في البرنامج التليفزيوني الأمريكي «هندسة لأبعد مدى Extreme Engineering».
- ورد ذكره أيضاً في برنامج القناة التاريخية التلفزيوني 2006 «العجائب الحديثة Modern Marvels»